# Zeta Aurigae
Zeta Aurigae (ζ Aur, ζ Aurigae) sau  Sadatoni este o stea din constelația Vizitiul. Are o magnitudine aparentă aproximativ egală cu 3,71  și se află la o depărtare de aproximativ 790 de ani-lumină (240 pc) de Pământ.